# Ruthy Tu
Ruthy Tu (Chino: 杜光照; ?-1969, también conocida como Tu Guan-chiao o Rosie Du) fue una aviadora china entrenada en Reino Unido, y una de las pilotos chinas más destacadas en la década de 1930. En 1932, se informó ampliamente que Tu fue la primera mujer con licencia de piloto en China, o que fue aceptada en el ejército chino.
Tu se mudó más tarde a Taiwán y se convirtió en la primera mujer en ese país en unirse a los Baha'í en 1952, junto a dos hombres. Estuvo activa en la Asamblea Baha'í de Taiwán hasta su muerte en 1969.